# Thomas Ernst
 Der er for få eller ingen kildehenvisninger i denne artikel, hvilket er et problem. Du kan hjælpe ved at angive troværdige kilder til de påstande, som fremføres i artiklen.

Thomas Ernst (15. september 1989 i Kolding) er en dansk skuespiller, der er opvokset i Vejen.
Han var elev på Show Academy fra 2001 til 2005, William Esper Studio i New York (2012), Aaron Speiser Acting Studio i Los Angeles (2014), og på The Theater Work Center på Bali i 2016.
Thomas Ernst deltog i 2003 og 2004 i MGP, inden han i 2005 fik en mindre rolle i filmen Det perfekte kup. I 2009 fik han den mandlige hovedrolle som Jonas i Niels Malmros' spillefilm Kærestesorger, hvor man følger en håndfuld unge igennem deres gymnasietid i starten af 1960'erne. Han var nomineret til flere filmpriser, bl.a. en Robert, for denne rolle.
Senere har han haft flere store roller i spillefilm, bl.a. Hvidsten Gruppen, Tarok og Sorg og glæde.
Han har lavet en lang række kortfilm: Marc i "Piano Lessons", Rasmus i "Ud, spring over, ind", Christian i "Tyran" og Mark i "Fri for Flemming". Desuden har han medvirket i flere novellefilm og i reklamefilm. Thomas Ernst har også indspillet sin egen rap-musik bl.a. sammen med produceren Chief 1. I 2017 udgav Thomas Ernst i samarbejde med Asilia Media en podcast ved navn ''En vaskeægte Hollywood historie''.
Inden han satsede på en karriere inden for skuespil og teater, blev han i 2009 udlært tømrer.

## Filmografi

### Film
| År   | Titel                    | Rolle        |
| ---- | ------------------------ | ------------ |
| 2005 | Det perfekte kup         |              |
| 2007 | D+R                      | Rune         |
| 2009 | Kærestesorger            | Jonas        |
| 2011 | Ronnie ser på Stjernerne | Ronnie       |
| 2011 | Zomedy                   | David        |
| 2012 | Hvidsten Gruppen         | Niels Fiil   |
| 2013 | Sorg og glæde            | Jønne        |
| 2013 | Tarok                    | Axel Laursen |
| 2013 | Ud, spring over, ind     | Rasmus       |
| 2014 | Det andet liv            | Mark         |
| 2015 | Official Killers         | Chris        |
| 2015 | Tyran                    | Christian    |
| 2017 | Fri for Flemming         | Mark         |
| 2017 | Delfinen                 | Politimand   |

### Tv
| År   | Titel               | Rolle        | Noter                          |
| ---- | ------------------- | ------------ | ------------------------------ |
| 2011 | Ludvig & Julemanden | Thomas       | Julekalender                   |
| 2013 | Borgen              |              |                                |
| 2013 | Heartless           | Frederik     |                                |
| 2013 | Vild med Dans       |              | Dansepartner Malene Østergaard |
| 2013 | Rundt på Gulvet     |              |                                |
| 2015 | Hedensted high      | Kaare        |                                |
| 2016 | Bedrag II           | Frederik     |                                |
| 2017 | SJIT Happens        | Peter        |                                |
| 2017 | Rita                | Carsten      |                                |
| 2017 | Mercur              | Ib Glindeman |                                |

## Eksterne kilder og henvisninger
- CV på allthatmanagement.dk
- Thomas Ernst på Internet Movie Database (engelsk)
- Thomas Ernst på Filmdatabasen
- Thomas Ernst på danskefilm.dk
- Thomas Ernst på danskfilmogtv.dk
- Thomas Ernst på Scope
- Thomas Ernst på AlloCiné (fransk)
- Thomas Ernst på The Movie Database (engelsk)